# Santiago Cacaloxtepec
Santiago Cacaloxtepec är en ort i Mexiko.   Den ligger i kommunen Santiago Cacaloxtepec och delstaten Oaxaca, i den sydöstra delen av landet, 240 km sydost om huvudstaden Mexico City. Santiago Cacaloxtepec ligger 1 707 meter över havet och antalet invånare är 991.
Terrängen runt Santiago Cacaloxtepec är huvudsakligen kuperad, men åt nordväst är den platt. Runt Santiago Cacaloxtepec är det ganska tätbefolkat, med 54 invånare per kvadratkilometer. Närmaste större samhälle är Ciudad de Huajuapan de León, 10,5 km norr om Santiago Cacaloxtepec. I omgivningarna runt Santiago Cacaloxtepec växer huvudsakligen savannskog.